# Orgia (regény)
Az Orgia Zoltán Gábor 2016-ban megjelent regénye, mely a második világháború utolsó éveiben a nyilas-terror történéseit mutatja be a budapesti Városmajorban. A Pesti Kalligram gondozásában jelent meg, rendkívüli sikert aratott mind az olvasók, mind a kritikusok körében. A szerző átvehette a Déry Tibor-díjat és jelölést kapott az AEGON művészeti díjra is.

## A regény keletkezése
1990-ben Marsal Éva, rádiós szerkesztő kért anyagot Zoltán Gábortól a Mi utcánk című riportsorozatához. A szerző ekkor szembesült a Városmajorban történt háború végi eseményekkel. Történészi mélységű kutatómunkája eredményeinek egy részét a Holmi közölte. Az eredetileg esszéregénynek indult mű munkacíme Véresmajor volt. A szerző úgy vélte, hogy további kutatások után esély van arra, hogy megjelenjen. Az Orgia történelmi mélységgel, hitelességgel készült szépirodalmi alkotás, melyben a gyilkosok eredeti, az áldozatok fiktív névvel szerepelnek.

## Kritikai visszhang
Részlet Závada Pál laudációjából: „Azok az eddig elképzelhetetlennek vélt rémtettek, amelyeknek a Renner nevű – áldozatból tettestárssá váló – főszereplőt követve a tanúi leszünk, szinte sokkolják az olvasót. Mégsem csupán az elborzasztó emberi cselekedetek pőre fölsorakoztatásán múlik ennek a könyvnek a roppant erős hatása, hanem a megformálás hogyanján is. Zoltán Gábor addig küzdött rettenetes anyagával, míg meg nem tudta úgy ragadni, hogy igazi regényhez méltó ereje támadjon, és olvasójára így hasson átütően.”